# Fedora (Linux-distribution)
 Denne artikel omhandler Linux-distributionen Fedora. Opslagsordet har også en anden betydning, se Fedora.
Fedora er en Linux-distribution fra Red Hat. I efteråret 2003 ophørte Red Hats gratis udgivelser af deres Red Hat Linux-distributioner. I stedet skabte de et nyt distributionsprojekt med navnet Fedora. Fedora Core 1 var den første udgave og baseret på Red Hat Linux 9. Fedora Core 1 blev frigivet umiddelbart efter annonceringen af projektet. Fra og med version 7 blev core og extras smeltet sammen, og derfor hedder distributionen ikke længere Fedora Core, men blot Fedora.
Fedora er opkaldt efter den type hat (fedora), som indgår i Red Hats logo.

## Udgivelser

### Versionshistorie
| Farve | Betydning                             |
| ----- | ------------------------------------- |
| Rød   | Gammel udgivelse; ikke understøttet   |
| Gul   | Gammel udgivelse; stadig understøttet |
| Grøn  | Nuværende udgivelse                   |
| Blå   | Fremtidig udgivelse                   |

| Projektnavn | Version | Kodenavn          | Udgivelsesdato    | Linux-version |
| ----------- | ------- | ----------------- | ----------------- | ------------- |
| Fedora Core | 1       | Yarrow            | 5. november 2003  | 2.4.19        |
| Fedora Core | 2       | Tettnang          | 18. maj 2004      | 2.6.5         |
| Fedora Core | 3       | Heidelberg        | 8. november 2004  | 2.6.9         |
| Fedora Core | 4       | Stentz            | 13. juni 2005     | 2.6.11        |
| Fedora Core | 5       | Bordeaux          | 20. marts 2006    | 2.6.15        |
| Fedora Core | 6       | Zod               | 24. oktober 2006  | 2.6.18        |
| Fedora      | 7       | Moonshine         | 31. maj 2007      | 2.6.21        |
| Fedora      | 8       | Werewolf          | 8. november 2007  | 2.6.23.1      |
| Fedora      | 9       | Sulphur           | 13. maj 2008      | 2.6.25        |
| Fedora      | 10      | Cambridge         | 25. november 2008 | 2.6.27        |
| Fedora      | 11      | Leonidas          | 9. juni 2009      | 2.6.29        |
| Fedora      | 12      | Constantine       | 17. november 2009 | 2.6.31        |
| Fedora      | 13      | Goddard           | 25. maj 2010      | 2.6.33        |
| Fedora      | 14      | Laughlin          | 2. november 2010  | 2.6.35        |
| Fedora      | 15      | Lovelock          | 10. maj 2011      | 2.6.38.6      |
| Fedora      | 16      | Cambridge         | 25. november 2008 | 2.6.27        |
| Fedora      | 17      | Beefy Miracle     | 29. maj 2012      | 3.3.4         |
| Fedora      | 18      | Spherical Cow     | 15. januar 2013   | 3.6.10        |
| Fedora      | 19      | Schrödinger's Cat | 2. juli 2013      | 3.9.5         |
| Fedora      | 20      | Heisenbug         | 13. december 2013 | 3.11.10       |
| Fedora      | 21      | Intet navn        | 9. december 2014  | 3.17.4        |
| Fedora      | 22      | Intet navn        | 26. maj 2015      | 4.0.4         |
| Fedora      | 23      | Intet navn        | 3. november 2015  | 4.2.3         |
| Fedora      | 24      | Intet navn        | 21. juni 2016     | 4.5           |
|             | 25      | Intet navn        | 22. november 2016 | 4.8.6         |
|             | 26      | Intet navn        | 11. juli 2017     | 4.11.8        |
|             | 27      | Intet navn        | 14. november 2017 | 4.13.11       |
|             | 28      | Intet navn        | 1. maj 2018       | 4.16.3        |
|             | 29      | Intet navn        | Oktober 2018      |               |

- Fedora Core 1
- Fedora Core 2
- Fedora Core 3
- Fedora Core 4
- Fedora Core 5
- Fedora Core 6
- Fedora 7
- Fedora 8
- Fedora 9
- Fedora 10
- Fedora 11
- Fedora 12
- Fedora 13
- Fedora 14

## Fedorabaserede distributioner
Kilde: DistroWatch Arkiveret 6. august 2017 hos  Wayback Machine
- ASP Linux – en russisk Fedorabaseret distribution. ASPLinux indeholder også lukket software NVIDIA- og ATI-drivere, og understøtter proprietær lyd- og videocodecs. www.asplinux.ru Arkiveret 29. august 2011 hos  Wayback Machine
- Aurora SPARC Linux – til SPARC-platformen.
- Berry Linux – en mellemstor Fedorabaseret distribution, der tilbyder understøttelse af japansk og engelsk.
- BLAG Linux – en neddroslet 1-cd's Fedora med Debians APT-system.
- Eeedora – Fedora til Asus Eee PC
- Ekaaty – fra Brasilien.
- FoX Linux – lavet i Italien, designet til grundlæggende hjemmebrugeropgaver, som f.eks. at være på nettet, skrive og udskrive dokumenter, bruge multimedie og brænde skiver.
- Linpus – lavet af det taiwanesiske firma Linpus Technologies til det asiatiske marked.
- Linux XP – en kommerciel Linux-distribution der siger på at erstatte Windows XP som et hjemme-brugs skrivebordsoperativsystem.
- MythDora – MythTV mediacenter
- Nusantara – en Linux-distribution supporteret af det indonesiske ministerie for teknologi som et skrivebordsoperativsystem. Den er en del af IGOS-programmet (Indonesia Goes Open Source).
- Omega – Rahul Sundaram, fællesskabsingeniør hos Red Hat, har tilføjet et Livna-filarkiv som understøttet ikke-frie multimediecodecs, som f.eks. MP3-indkodning.
- Red Hat Enterprise Linux – enterprise Linux fra Red Hat, som forgrener sig fra den nuværende Fedora-grundlinje.
- Yellow Dog Linux – til PowerPC-platformen.
- Simplis – fokuserer på nemt-at-bruge Linux, med en tilpasset KDE-brugerflade der ligner Windows Vista.
- Fedora Colinux – en nem at installere og fuld funktionel coLinux-distribution baseret på Fedora Core 6 – http://sourceforge.net/projects/fedoracolinux Arkiveret 28. februar 2009 hos  Wayback Machine.